# X264
x264 е безплатен енкодер за кодиране на H.264/AVC видео. Разпространява се според условията на GNU General Public License, но този лиценз е несъвместим с патентните лицензии на MPEG-LA под юрисдикции, които признават софтуерните патенти.

## История
Кодът му е написан изцяло от Лоран Аймар (Laurent Aimar), Лорен Мерит (Loren Merritt), Джейсън Гарет-Гласер (Jason Garrett-Glaser), Ерик Петит (Eric Petit), Мин Чен (Min Chen), Джъстин Клай (Justin Clay), Манс Рулгард (Måns Rullgård), Дейвид Джалоу (David Jallow), Радек Чиж (Radek Czyz), Християн Хейн (Christian Heine), Алекс Изворски (Alex Izvorski) и Алекс Райт (Alex Wright).

## Възможности
- 8х8 и 4х4 адаптивна пространствена трансформация
- Възможност за поставяне на адаптивни B-кадри
- Референтни B-кадри / произволно подреждане на кадъра
- Контекстно адаптивно двоично аритметично кодиране (CABAC) и Контекстно адаптивно вариращо кодиране (CALVC)
- Различни квантови матрици
- Интра: всички типове макроблокове (16x16, 8x8, 4x4 и PCM с всички положения)
- Интер P: всички части (от 16x16 до 4x4)
- Интер B: части от 16х16 до 8х8 (вкл. директни/прескочени)
- Поддръжка на презредово видео (MBAFF)
- Множество референтни кадри
- Режими на кодиране: постоянен коефициент на квантоване, постоянно качество, едно- или дву-преходен вариращ битрейт, без загуба на качество (т.нар. lossless)
- Пространствен и временен директен режим в B-кадрите
- Паралелно кодиране при многоядрени процесори и/или многопроцесорни системи
- Оптимизации Psy за запазване на детайлите
- Запис на видео потока директно в MP4 и MKV контейнери, и др.

## Потребителски интерфейс
Компилираният енкодер x264 се предоставя като изпълним файл с текстов потребителски интерфейс (CLI), видео кодек за Windows (т.нар. Video for Windows или VfW), под името x264vfw, или като вътрешен модул (библиотека) в някои конвертиращи програми.

## x264 графични обвивки
За да се запази максимално ефективността и мултиплатформеността на x264 енкодера, без това да затрудни несвикналите с текстовия интерфейс потребители, са създадени множество графични „обвивки“. Тяхната основна цел е да бъдат лесни и бързи за употреба, като същевременно използват вградена библиотека или външен изпълним файл на x264 енкодера. По-известните графични обвивки са:
- Ani-x264
- AutoMKV
- Avidemux
- FairUse Wizard
- FFmpeg
- Gordian Knot: неподдържан, но много използван инструмент
- HandBrake, многоплатформен DVD и видео конвертор
- MediaCoder
- MeGUI
- MEncoder
- MiniCoder
- StaxRip Архив на оригинала от 2009-03-16 в Wayback Machine.
- XYNcoder Архив на оригинала от 2009-03-05 в Wayback Machine.

## Награди и отличия
Към 14 септември 2005 г., x264 е един от най-развитите публично достъпни AVC енкодери. Също така е единствения безплатен енкодер, поддържащ High Profile спецификациите.
Към август 2008 г., в x264 са имплементирани повече H.264/AVC особености от който и да е друг H.264 енкодер.
x264 печели награди в следните сравнения:
- Doom9's 2005 codec shoot-out
- Third Annual MSU MPEG-4 AVC/H.264 Video Codec Comparison, 2006
- Fourth Annual MSU MPEG-4 AVC/H.264 Video Codec Comparison, 2007

x264 притежава внушителна общност от потребители и поддръжници, базирана на Doom9.org.